# Margherita Sarfatti
Margherita Sarfatti (Venetië, 8 april 1880 – Cavallasca, 30 oktober 1961) was een Italiaanse journaliste en kunstcritica van Joodse afkomst. Zij was een adviseur van de Partito Nazionale Fascista en een minnares van Benito Mussolini.

## Levensloop
Sarfatti was de dochter van Amedo Grassini en Emma Levi. Haar vader was een welvarende Joodse advocaat en zakenman. Hij was bevriend met Giuseppe Melchiorre Sarto, de latere paus Pius X. Zijn dochter kreeg een privéopleiding en voelde zich al op jonge leeftijd aangesproken door het socialisme. Zij ontsnapte op haar achttiende aan haar ouders door te trouwen met Cesare Sarfatti, een Joodse advocaat uit Padua. Hij was dertien jaar ouder, maar deelde haar socialistische idealen. Het echtpaar verhuisde naar Milaan waar ze veel vrienden maakten in de artistieke hoek. Hun oudste zoon overleed,  toen hij in de Eerste Wereldoorlog diende in het Italiaanse leger.
De Sarfatti's organiseerden in Milaan wekelijks literaire salons waaruit de  Novecento Italiano voortkwam, een moderne kunststroming die kunst probeerde te combineren met de retoriek van het fascisme. Sarfatti was redacteur bij de door Mussolini begonnen krant Il Popolo d’Italia. Ook schreef zij kunstrecensies voor het nieuwsblad Avanti. Sarfatti had de drie jaar jongere Mussolini in 1911 ontmoet en de twee begonnen een relatie. Na de dood van haar man in 1924 schreef zij een biografie over Mussolini. Deze werd voor het eerst in Engeland uitgegeven onder de titel The Life of Benito Mussolini. Een jaar later verscheen het boek in Italië onder de naam Dux. Het boek beleefde zeventien herdrukken en werd vertaald in achttien talen.
Mussolini had in eerste instantie een open houding richting Joden, hoewel er binnen zijn partij zeker antisemitische elementen te vinden waren. Joden mochten zelfs lid worden van zijn partij. Dit veranderde in 1938 met de aanname van de Italiaanse Raciale Wetten die er mede onder druk van Duitsland kwamen. Italiaanse Joden verloren daardoor burgerrechten, waaronder het recht op werk, bezit en onderwijs. Zij werden verwijderd uit overheidsdienst, de strijdkrachten en het openbaar onderwijs. Sarfatti week in 1938 uit naar Argentinië en Uruguay waar zij als journalist schreef voor de krant El Diario. Na de Tweede Wereldoorlog keerde zij terug naar Italië.